# امیروو (شهرستان استرلیباشفسکی، باشقیرستان)
امیروو (انگلیسی: Amirovo, Sterlibashevsky District, Republic of Bashkortostan) یک شهرک در شهرستان استرلیباشفسکی استان باشقیرستان کشور روسیه است.